# Adele Sandrock
Adele Sandrock (Rotterdam, 19 agosto 1863 – Berlino, 30 agosto 1937) è stata un'attrice tedesca.

## Biografia

### Infanzia e gioventù
Adele Sandrock nacque nei Paesi Bassi e crebbe a Rotterdam, sua città natale, e a Berlino. Sua madre Nans ten Hagen (1833–1917) era un'attrice olandese, suo padre Eduard Othello Sandrock (1834-1897), un commerciante tedesco. Il pittore e scrittore Christian Sandrock (1862−1924) e Wilhelmine Sandrock (1861-1948), anche lei attrice, erano i suoi fratelli.
Da ragazza, poco interessata allo studio, venne espulsa da scuola per le sue assenze ingiustificate. Amava invece, come sua madre, il teatro. Nel 1878, debuttò all'Urania, una sala dei sobborghi berlinesi, interpretando la parte di Selma in Mutter und Sohn, una commedia di Charlotte Birch-Pfeiffer.
In un teatro di Berlino vide uno spettacolo dei Meininger, restando affascinata dal loro stile recitativo. Prese allora del denaro per poter andare a Meiningen a recitare nel ruolo di Luisa in Kabale und Liebe di Schiller. Il suo talento fece colpo e le venne offerto un contratto triennale. Negli anni seguenti, recitò a Mosca, Budapest e Wiener Neustadt attirando l'attenzione anche di Adolph L’Arronge.

### Vienna e Berlino
La svolta nella sua carriera avvenne nel 1889, quando ebbe il ruolo da protagonista nell'Affare Clémenceau al Theater an der Wien. Grande attrice drammatica classica, suoi punti di forza divennero anche le sue interpretazioni nei drammi di autori contemporanei come Henrik Ibsen o Arthur Schnitzler con cui Adele Sandrock ebbe una turbolenta relazione durata due anni.
A Vienna, Sandrock diventò una stella delle scene teatrali. Al tempo in cui lo scrittore Alexander Roda Roda era suo amante, fu coinvolta in uno scandalo per violazione di contratto. Dal 1895 al 1898, lei e la sorella maggiore Wilhelmine Sandrock, lavorarono all'Hofburgtheater per poi andare in tournée in Europa. Dal 1902 al 1905, ritornò a recitare a Vienna al Deutschen Volkstheater, ma senza più raggiungere il successo degli anni precedenti. 
Nel 1905, si trasferì a Berlino, dove recitò con Max Reinhardt. Qui, dovette confrontarsi - lei che apparteneva a un modo di fare teatro del passato - con le nuove idee che stavano prendendo piede per opera di Reinhardt. L'attrice, tuttavia, imparò a mettere a profitto il suo antiquato modo di recitare riuscendo a creare dei personaggi che deliziavano il pubblico. Come la Lady Bracknell de L'importanza di chiamarsi Ernesto che, con la sua pronuncia vecchio stile e il suo parlare ad alta voce, connotava il carattere snob e sopra le righe del personaggio di Wilde.

### Carriera cinematografica
La sua carriera teatrale conobbe una pausa nel 1910. L'anno seguente iniziò a recitare per il cinema, esordendo nel cortometraggio Marianne, ein Weib aus dem Volk insieme a Henny Porten. Le sue ultime interpretazioni teatrali le avevano dato una nuova popolarità che lei gestì, trasferendo quel modo di recitare nei suoi ruoli cinematografici. Poteva essere una regina o una nonna: in più di centocinquanta film, incarnò il personaggio di donna prepotente ed egocentrica, una vecchia dama indomita, la suocera per eccellenza del cinema tedesco.

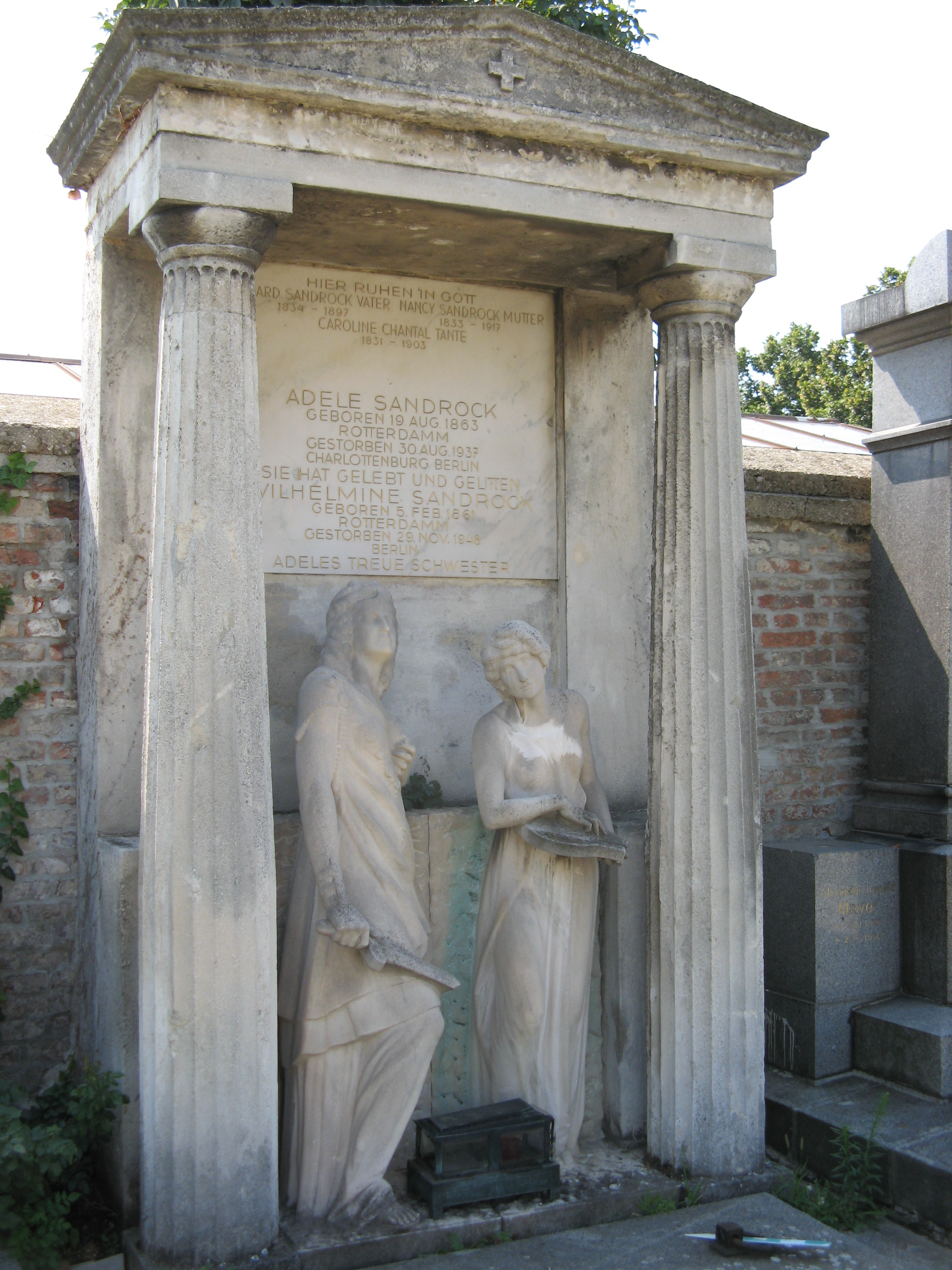

### Morte
Il 30 agosto 1937, Adele Sandrock morì sedici mesi dopo un incidente accaduto a Berlino. In seguito, fu sepolta a Vienna (Cimitero protestantico Matzleinsdorf).

## Filmografia

### 1911
- Marianne, ein Weib aus dem Volk (1911)

### 1914
- Passionels Tagebuch, regia di Louis Ralph (1914)

### 1915
- Die Beichte einer Verurteilten, regia di Rudolf Del Zopp (1915)

### 1919
- Malaria, regia di Rochus Gliese (1919)
- Gebannt und erlöst, regia di Georg Bluen (1919)
- Der Galeerensträfling, regia di Rochus Gliese e Paul Wegener (1919)

### 1920
- Die letzten Kolczaks, regia di Alfred Halm (1920)
- Patience, regia di Felix Basch, Paul Leni (1920)
- Manolescus Memoiren, regia di Richard Oswald (1920)
- Der siebente Tag, regia di Ernst Stahl-Nachbaur (1920)
- Herztrumpf, regia di Ewald André Dupont (1920)
- Das Haupt des Juarez, regia di Johannes Guter, Rudolf Meinert (1920)

### 1921
- Der verlorene Schatten, regia di Rochus Gliese (1921)
- Verlogene Moral, regia di Hanns Kobe (1921)
- Exzellenz Unterrock, regia di Edgar Klitzsch (1921)
- Grausige Nächte, regia di Lupu Pick (1921)
- Der Roman der Christine von Herre, regia di Ludwig Berger (1921)
- Die schwarze Pantherin, regia di Johannes Guter (1921)
- Lady Hamilton, regia di Richard Oswald (1921)
- Violet, regia di Artur Holz (1921)
- Die Schuld des Grafen Weronski, regia di Rudolf Biebrach (1921)
- Kinder der Finsternis - 1. Der Mann aus Neapel, regia di Ewald André Dupont (1921)

### 1922
- Marizza, detta la signora dei contrabbandieri (Marizza, genannt die Schmuggler-Madonna), regia di Friedrich Wilhelm Murnau (1922)
- Das goldene Netz, regia di Hans Werckmeister (1922)
- Die siebtente Nacht, regia di Arthur Teuber (1922)
- Il dottor Mabuse (Dr. Mabuse, der Spieler - Ein Bild der Zeit), regia di Fritz Lang (1922)
- Lucrezia Borgia, regia di Richard Oswald (1922)
- Herzog Ferrantes Ende, regia di Paul Wegener e, non accreditato, Rochus Gliese (1922)
- Die Tänzerin Navarro, regia di Ludwig Wolff (1922)

### 1923
- Der Absturz, regia di Ludwig Wolff (1923)
- Die Liebe einer Königin, regia di Ludwig Wolff (1923)
- Die Magyarenfürstin, regia di Werner Funck (1923)

### 1924
- La caduta di Troia (Helena), regia di Manfred Noa (1924)
- Die Radio Heirat, regia di Wilhelm Prager (1924)
- Op hoop van zegen, regia di James Bauer, Henk Kleinmann (1924)
- Die Schmetterlingsschlacht, regia di Franz Eckstein (1924)

### 1925
- Aschermittwoch, regia di Wolfgang Neff (1925)
- Das Mädchen mit der Protektion, regia di Max Mack (1925)

### 1926
- Deutsche Herzen am deutschen Rhein, regia di Fred Sauer (1926)
- Trude, die Sechzehnjährige, regia di Conrad Wiene (1926)
- Die Waise von Lowood, regia di Kurt Bernhardt (Curtis Bernhardt) (1926)
- Nixchen, regia di Kurt Blachy (1926)
- Die vom Schicksal Verfolgten, regia di Henk Kleinmann (1926)

### 1927
- Deutsche Frauen - Deutsche Treue, regia di Wolfgang Neff (1927)
- Passione principesca (Die Geliebte), regia di Robert Wiene (1927)
- Die leichte Isabell, regia di Eddy Busch, Arthur Wellin (1927)
- Königin Luise, 1. Teil - Die Jugend der Königin Luise, regia di Karl Grune (1927)
- Frühere Verhältnisse, regia di Arthur Bergen (1927)
- Der Himmel auf Erden, regia di Alfred Schirokauer e Reinhold Schünzel (1927)
- Ein rheinisches Mädchen beim rheinischen Wein, regia di Johannes Guter, Rudolf Dworsky (1927)
- Feme, regia di Richard Oswald (1927)
- Arme kleine Sif, regia di Arthur Bergen (1927)
- Die rollende Kugel, regia di Erich Schönfelder (1927)
- Das Schicksal einer Nacht, regia di Erich Schönfelder (1927)
- Das Mädchen mit den fünf Nullen, regia di Kurt Bernhardt (1927)
- Im Luxuszug, regia di Erich Schönfelder (1927)
- Die Stadt der tausend Freuden, regia di Carmine Gallone (1927)
- Die 3 Niemandskinder o Die drei Niemandskinder, regia di Fritz Freisler (1927)

### 1928
- Königin Luise, 2. Teil, regia di Karl Grune (1928)
- Heut tanzt Mariett, regia di Friedrich Zelnik (1928)
- Sechs Mädchen suchen Nachtquartier, regia di Hans Behrendt (1928)
- Lotte, regia di Carl Froelich (1928)
- Die Durchgängerin, regia di Hanns Schwarz (1928)
- Der Ladenprinz, regia di Erich Schönfelder (1928)
- Mary Lou, regia di Frederic Zelnik (1928)
- Leontines Ehemänner, regia di Robert Wiene (1928)
- Kaczmarek, regia di Carl Wilhelm (1928)
- Serenissimus und die letzte Jungfrau, regia di Leo Mittler (1928)

### 1929
- Verirrte Jugend, regia di Richard Löwenbein (1929)
- Fräulein Else, regia di Paul Czinner (1929)
- Die Zirkusprinzessin, regia di Victor Janson (1929)
- La Ville des mille joies, regia di Carmine Gallone (1929)
- Aufruhr im Junggesellenheim, regia di Manfred Noa (1929)
- Die Drei um Edith, regia di Erich Waschneck (1929)
- Katharina Knie, regia di Karl Grune (1929)

### 1930
- Sparviero azzurro (Der Erzieher meiner Tochter), regia di Géza von Bolváry (1930)
- Donauwalzer, regia di Victor Janson (1930)
- Der Nächste, bitte!
- Lo scandalo di Eva (Skandal um Eva), regia di Georg Wilhelm Pabst (1930)
- Die zärtlichen Verwandten, regia di Richard Oswald (1930)
- Ein Walzer im Schlafcoupé, regia di Fred Sauer (1930)
- 1000 Worte deutsch, regia di Georg Jacoby (1930)
- Eine Freundin so goldig wie Du, regia di Carl Lamac (1930)

### 1931
- Roxi B bar (Ihre Majestät die Liebe), regia di Joe May (1931)
- Die Försterchristl, regia di Frederic Zelnik (1931)
- Königin einer Nacht, regia di Fritz Wendhausen (1931)
- Seitensprünge
- Walzerparadies, regia di Frederic Zelnik (1931)
- Der Schrecken der Garnison, regia di Carl Boese (1931)
- Die Schlacht von Bademünde, regia di Philipp Lothar Mayring (1931)
- Die schwebende Jungfrau, regia di Carl Boese (1931)
- Il congresso si diverte (Der Kongreß tanzt), regia di Erik Charell (1931)
- Jeder fragt nach Erika, regia di Frederic Zelnik (1931)
- Der verjüngte Adolar, regia di Georg Jacoby (1931)
- Strohwitwer, regia di Georg Jacoby (1931)
- Keine Feier ohne Meyer, regia di Carl Boese (1931)

### 1932
- Ein steinreicher Mann, regia di Steve Sekely (1932)
- Der Sieger, regia di Hans Hinrich e Paul Martin (1932)
- Einmal möcht' ich keine Sorgen haben, regia di Max Nosseck (1932)
- Le Vainqueur, regia di Hans Hinrich, Paul Martin (1932)
- Der tolle Bomberg, regia di Georg Asagaroff (1932)
- Ein toller Einfall, regia di Kurt Gerron (1932)
- L'avventura felice (Das schöne Abenteuer), regia di Reinhold Schünzel (1932)
- Goldblondes Mädchen, ich schenk Dir mein Herz, regia di Rudolph Bernauer (1932)
- Ballhaus goldener Engel, regia di Georg C. Klaren (1932)
- Don Giovanni in tuta (Ich will nicht wissen, wer du bist), regia di Géza von Bolváry (1932)
- Schön war's doch, regia di Siegfried Dessauer (1932)
- Liebe, Scherz und Ernst, regia di Franz Wenzler (1932)
- Friederike, regia di Fritz Friedmann-Frederich (1932)
- Liebe auf den ersten Ton, regia di Carl Froelich (1932)
- Der verliebte Blasekopp, regia di Siegfried Dessauer (1932)

### 1933
- L'inferno dei mari (Morgenrot), regia di Vernon Sewell, Gustav Ucicky (1933)
- Der große Bluff, regia di Georg Jacoby (1933)
- Eine Frau wie Du, regia di Carl Boese (1933)
- La figlia del reggimento (Die Tochter des Regiments o Die Regimentstochter), regia di Carl Lamac (1933)
- Kleines Mädel - großes Glück, regia di E.W. Emo (1933)
- Glückliche Reise, regia di Alfred Abel (1933)
- Der Störenfried, regia di Georg Jacoby (1933)

### 1934
- L'evaso di Chicago (Der Flüchtling aus Chicago)
- Zigeunerblut, regia di Charles Klein (1934)
- La tabacchiera della generalessa (Die Töchter ihrer Exzellenz)
- Ich sing' mich in dein Herz hinein, regia di Fritz Kampers (1934)
- La Jeune fille d'une nuit
- Paganini  (Gern hab' ich die Frau'n geküßt), regia di E.W. Emo (1934)
- Ein Walzer für dich, regia di Georg Zoch (1934)
- Da stimmt was nicht, regia di Hans H. Zerlett (1934)
- Parata di primavera (Frühjahrsparade), regia di Géza von Bolváry (1934)
- Il principe Voronzeff (Fürst Woronzeff), regia di Arthur Robison (1934)
- Der Fall Brenken, regia di Carl Lamac (1934)
- Tre donne sono troppe (Die englische Heirat), regia di Reinhold Schünzel (1934)
- Der Herr Senator. Die fliegende Ahnfrau, regia di Fred Sauer (1934)
- La donna amata (Der letzte Walzer), regia di Georg Jacoby (1934)
- Ich sehne mich nach dir, regia di Johannes Riemann (1934)
- Il signore senza alloggio (Der Herr ohne Wohnung), regia di E.W. Emo (1934)
- Es knallt, regia di Es knallt (1934)

### 1935
- Una notte a Pietroburgo (Petersburger Nächte), regia di E.W. Emo (1935)
- Alles hört auf mein Kommando
- Ein falscher Fuffziger
- Alle Tage ist kein Sonntag, regia di Walter Janssen (1935)
- Der blaue Diamant, regia di Kurt Blachy (1935)
- Der Taler der Tante Sidonie, regia di Fritz Peter Buch (1935)
- Der Himmel auf Erden, regia di Emmerich Wojtek Emo (1935)
- Der Kampf mit dem Drachen
- Fammi felice (Mach' mich glücklich), regia di Arthur Robison (1935)
- Anfitrione (Amphitryon), regia di Reinhold Schünzel (1935)
- Eva, regia di Johannes Riemann (1935)
- Il prigioniero del re (Der gefangene des Königs), regia di Carl Boese (1935)
- Amo tutte le donne (Ich liebe alle Frauen), regia di Carl Lamac (1935)
- Quel diavolo d'uomo (Leutnant Bobby, der Teufelskerl), regia di Georg Jacoby (1935)
- Zirkus Saran, regia di E.W. Emo (1935)
- Kirschen in Nachbars Garten
- Die Gesangsstunde

### 1936
- Der schüchterne Casanova, regia di Carl Lamac (1936)
- Rendezvous in Wien, regia di Victor Janson (1936)
- Corridoio segreto (Der Favorit der Kaiserin), regia di Werner Hochbaum (1936)
- Grande e piccolo mondo (Die große und die kleine Welt), regia di Johannes Riemann (1936)
- Engel mit kleinen Fehlern, regia di Carl Boese (1936)
- Flitterwochen, regia di Carl Lamac (1936)
- Skandal um die Fledermaus, regia di Herbert Selpin (1936)
- Es waren zwei Junggesellen, regia di Franz Seitz (1936)
- Die Puppenfee, regia di E.W. Emo (1936)

### 1940
- Der Trichter Nr. 10